# Leptostylis grandifolia
Leptostylis grandifolia är en tvåhjärtbladig växtart som beskrevs av Willem Willen Vink. Leptostylis grandifolia ingår i släktet Leptostylis och familjen Sapotaceae. Inga underarter finns listade i Catalogue of Life.